# Unión Deportiva Alzira
Pour les articles homonymes, voir Alzira.
Maillots
L'U.D. Alzira est un club de football espagnol basé à Alzira.

## Histoire
Le club évolue une seule fois en Segunda División (deuxième division), lors de la saison 1988-1989. À cette occasion, le club se classe 18e du championnat, avec 9 victoires, 8 matchs nuls et 21 défaites.
Le club évolue pendant 9 saisons en Segunda División B (troisième division) : de 1986 à 1988, puis de 1989 à 1992, puis de 1999 à 2001, ensuite lors de la saison 2008-2009, et enfin une dernière fois lors de la saison 2010-2011.

## Palmarès
- Champion de Segunda División B (Groupe IV) en 1988
- Champion de Tercera División (Groupe VI) en 1984, 1986 et 2008
- Vainqueur de la Ligue régionale de la Communauté valencienne en 1952, 1969, 1973, 1977, 1983 et 1997